# 2. československá fotbalová liga 1960/1961
V soubojích 29. ročníku druhé nejvyšší fotbalové soutěže – 2. československé fotbalové ligy 1960/1961 – se utkalo 36 mužstev ve třech skupinách po 12 účastnících každý s každým dvoukolovým systémem podzim–jaro. Tento ročník začal v neděli 14. srpna 1960 a skončil v sobotu 17. června 1961.

## Skupina A
| Poř. | Tým                            | Z  | V  | R | P  | VG | OG | B  |
| ---- | ------------------------------ | -- | -- | - | -- | -- | -- | -- |
| 1.   | TJ Spartak Plzeň LZ            | 22 | 15 | 5 | 2  | 59 | 24 | 35 |
| 2.   | TJ Kovostroj Děčín             | 22 | 13 | 2 | 7  | 51 | 45 | 28 |
| 3.   | TJ Slovan Teplice              | 22 | 11 | 4 | 7  | 33 | 27 | 26 |
| 4.   | TJ Spartak Ústí nad Labem      | 22 | 10 | 4 | 8  | 41 | 32 | 24 |
| 5.   | VTJ Dukla Tábor (N)            | 22 | 10 | 4 | 8  | 34 | 27 | 24 |
| 6.   | TJ Spartak Motorlet Praha      | 22 | 8  | 7 | 7  | 52 | 38 | 23 |
| 7.   | TJ Dynamo České Budějovice     | 22 | 8  | 3 | 11 | 37 | 44 | 19 |
| 8.   | TJ Slovan Liberec              | 22 | 8  | 3 | 11 | 37 | 45 | 19 |
| 9.   | TJ Baník Most                  | 22 | 8  | 3 | 11 | 43 | 44 | 19 |
| 10.  | TJ Spartak Kbely (N)           | 22 | 7  | 4 | 11 | 40 | 62 | 18 |
| 11.  | TJ Dynamo Karlovy Vary         | 22 | 4  | 7 | 11 | 24 | 42 | 15 |
| 12.  | TJ Slavoj České Budějovice (N) | 22 | 4  | 6 | 12 | 28 | 49 | 14 |

Poznámky:
- Z = Odehrané zápasy; V = Vítězství; R = Remízy; P = Prohry; VG = Vstřelené góly; OG = Obdržené góly; B = Body; (N) = Nováček (postoupivší z nižší soutěže); (S) = Sestoupivší z vyšší soutěže

|  | Postup do I. čs. fotbalové ligy 1961/1962         |
|  | Sestup do příslušného krajského přeboru 1961/1962 |

## Skupina B
| Poř. | Tým                              | Z  | V  | R | P  | VG | OG | B  |
| ---- | -------------------------------- | -- | -- | - | -- | -- | -- | -- |
| 1.   | TJ Spartak Královo Pole Brno (N) | 22 | 14 | 4 | 4  | 45 | 29 | 32 |
| 2.   | VTJ Dukla Pardubice (S)          | 22 | 12 | 7 | 3  | 48 | 32 | 31 |
| 3.   | TJ Gottwaldov                    | 22 | 13 | 2 | 7  | 57 | 29 | 28 |
| 4.   | TJ VŽKG Ostrava                  | 22 | 11 | 2 | 9  | 44 | 33 | 24 |
| 5.   | TJ Spartak Brno ZJŠ (N)          | 22 | 9  | 5 | 8  | 35 | 38 | 23 |
| 6.   | TJ Jiskra Otrokovice (N)         | 22 | 9  | 4 | 9  | 36 | 39 | 22 |
| 7.   | TJ Slavoj Žižkov (N)             | 22 | 8  | 5 | 9  | 30 | 32 | 21 |
| 8.   | TJ Spartak Čelákovice            | 22 | 7  | 6 | 9  | 32 | 42 | 20 |
| 9.   | TJ Železárny Prostějov (N)       | 22 | 7  | 5 | 10 | 26 | 30 | 19 |
| 10.  | TJ Baník Ratíškovice (N)         | 22 | 8  | 2 | 12 | 62 | 58 | 18 |
| 11.  | TJ Dynamo Kutná Hora             | 22 | 7  | 3 | 12 | 24 | 47 | 17 |
| 12.  | TJ Dynamo Kobylisy (N)           | 22 | 3  | 3 | 16 | 19 | 51 | 9  |

Poznámky:
- Z = Odehrané zápasy; V = Vítězství; R = Remízy; P = Prohry; VG = Vstřelené góly; OG = Obdržené góly; B = Body; (N) = Nováček (postoupivší z nižší soutěže); (S) = Sestoupivší z vyšší soutěže

|  | Postup do I. čs. fotbalové ligy 1961/1962            |
|  | Sestup do Jihomoravského krajského přeboru 1961/1962 |
|  | Sestup do příslušného krajského přeboru 1961/1962    |

## Skupina C
| Poř. | Tým                              | Z  | V  | R | P  | VG | OG | B  |
| ---- | -------------------------------- | -- | -- | - | -- | -- | -- | -- |
| 1.   | TJ Dynamo Žilina                 | 22 | 13 | 6 | 3  | 67 | 22 | 32 |
| 2.   | TJ Jednota Košice (S)            | 22 | 11 | 4 | 7  | 42 | 27 | 26 |
| 3.   | TJ Lokomotíva Košice (N)         | 22 | 10 | 4 | 8  | 28 | 26 | 24 |
| 4.   | TJ Slovan NV Bratislava „B“ (N)  | 22 | 10 | 3 | 9  | 44 | 33 | 23 |
| 5.   | TJ Spartak ZVL Považská Bystrica | 22 | 10 | 3 | 9  | 33 | 39 | 23 |
| 6.   | VTJ Dukla Brezno                 | 22 | 9  | 4 | 9  | 32 | 29 | 22 |
| 7.   | TJ Kablo Topoľčany (N)           | 22 | 9  | 3 | 10 | 46 | 38 | 21 |
| 8.   | TJ ČH Banská Bystrica (N)        | 22 | 6  | 8 | 8  | 24 | 34 | 20 |
| 9.   | TJ Spartak Martin                | 22 | 6  | 8 | 8  | 20 | 34 | 20 |
| 10.  | TJ Slavoj Trebišov (N)           | 22 | 8  | 3 | 11 | 28 | 38 | 19 |
| 11.  | TJ Slavoj Piešťany               | 22 | 7  | 4 | 11 | 24 | 42 | 18 |
| 12.  | TJ Jednota Trenčín „B“ (N)       | 22 | 6  | 4 | 12 | 33 | 49 | 16 |

Poznámky:
- Z = Odehrané zápasy; V = Vítězství; R = Remízy; P = Prohry; VG = Vstřelené góly; OG = Obdržené góly; B = Body; (N) = Nováček (postoupivší z nižší soutěže); (S) = Sestoupivší z vyšší soutěže

|  | Postup do I. čs. fotbalové ligy 1961/1962         |
|  | Sestup do příslušného krajského přeboru 1961/1962 |